# 1957年世界乒乓球锦标赛
1957年世界乒乓球锦标赛是第二十四届世界乒乓球锦标赛，于1957年3月7日至15日在瑞典斯德哥尔摩举行。这是斯德哥尔摩第三次主办世界乒乓球锦标赛。

## 赛果

### 团体
| 项目                | 金牌                                                 | 银牌                                                                                        | 铜牌 |
| 男子团体 斯韦思林杯 | 日本 · 宫田俊彦 · 荻村伊智朗 · 田中利明 · 角田启辅   | 匈牙利 · 拜尔齐克·佐尔坦 · 弗尔迪·拉斯洛 · 杰特沃伊·埃莱梅尔 · Miklós Péterfy · 西多·费伦茨 | 中國 · 傅其芳 · 胡炳权 · 姜永宁 · 王传耀 · 庄家富                                                                 |
| 男子团体 斯韦思林杯 | 日本 · 宫田俊彦 · 荻村伊智朗 · 田中利明 · 角田启辅   | 匈牙利 · 拜尔齐克·佐尔坦 · 弗尔迪·拉斯洛 · 杰特沃伊·埃莱梅尔 · Miklós Péterfy · 西多·费伦茨 | 捷克斯洛伐克 · 伊万·安德烈亚迪斯 · 拉吉斯拉夫·什季佩克 · 瓦茨拉夫·特雷巴 · 弗兰蒂舍克·托卡尔 · Ludvík Vyhnanovský |
| 女子团体 考比伦杯   | 日本 · 江口富士枝 · 难波多慧子 · 大川富 · 渡边妃生子 | 羅馬尼亞 · Maria Golopenta · 安杰莉卡·罗泽亚努 · 埃拉·泽勒                                  | 中國 · 邱钟惠 · 孙梅英 · 叶佩琼                                                                                   |

### 单项
| 项目     | 金牌                                  | 银牌                      | 铜牌                            |
| 男子单打 | 田中利明                              | 荻村伊智朗                | Heinz Schneider                 |
| 男子单打 | 田中利明                              | 荻村伊智朗                | 伊万·安德烈亚迪斯               |
| 女子单打 | 江口富士枝                            | 安·海登                   | 渡边妃生子                      |
| 女子单打 | 江口富士枝                            | 安·海登                   | 埃拉·泽勒                       |
| 男子双打 | 伊万·安德烈亚迪斯 拉吉斯拉夫·什季佩克 | 荻村伊智朗 田中利明       | 宫田俊彦 角田启辅               |
| 男子双打 | 伊万·安德烈亚迪斯 拉吉斯拉夫·什季佩克 | 荻村伊智朗 田中利明       | 杰特沃伊·埃莱梅尔 西多·费伦茨   |
| 女子双打 | 莫绍齐·利维娅 阿格内斯·西蒙           | 安·海登 黛安娜·罗         | 安杰莉卡·罗泽亚努 埃拉·泽勒     |
| 女子双打 | 莫绍齐·利维娅 阿格内斯·西蒙           | 安·海登 黛安娜·罗         | Helen Elliot 玛丽亚·亚历山德鲁  |
| 混合双打 | 荻村伊智朗 江口富士枝                 | 伊万·安德烈亚迪斯 安·海登 | 角田启辅 难波多慧子             |
| 混合双打 | 荻村伊智朗 江口富士枝                 | 伊万·安德烈亚迪斯 安·海登 | Ludvík Vyhnanovský Helen Elliot |